# Rungholt

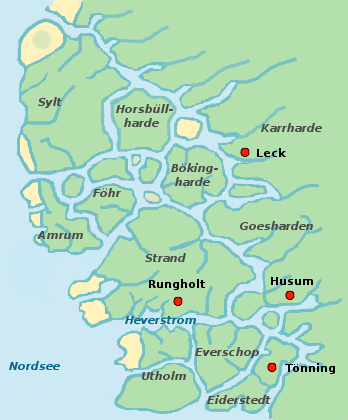
Mutmaßliche Küstenlandschaft Nordfrieslands bzw. der Uthlande vor der Sturmflut von 1362 mit Rungholt und der Landschaft Strand

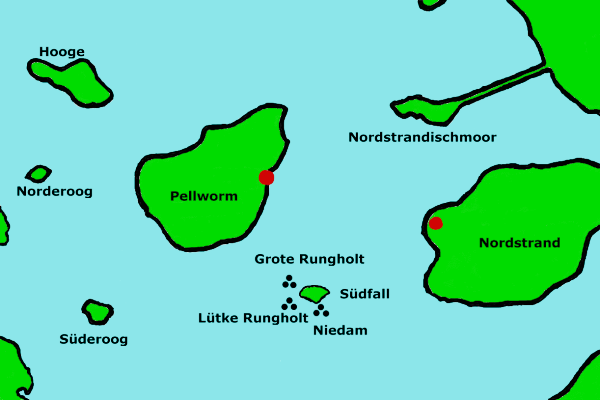
Lage der Fundstätten Rungholts und Niedams im Nordfriesischen Wattenmeer

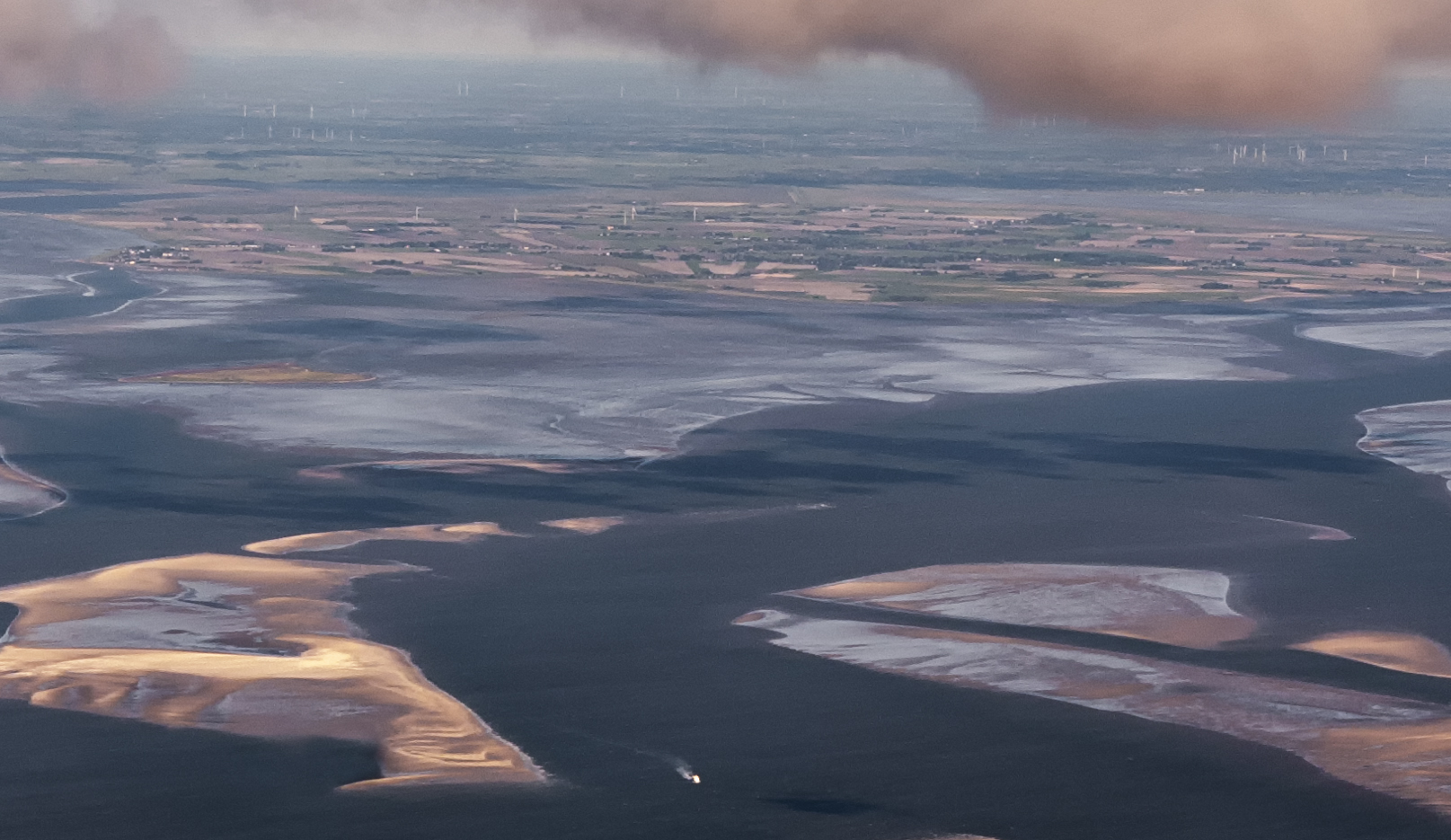
Blick aus Westen aus einem Kilometer Höhe auf Südfall und Nordstrand, genau in der Bildmitte Überreste von Rungholt

Rungholt war eine Siedlung und ein Rechtsgebiet (Dingspil, von germanisch Thing und althochdeutsch spël ‚Rede‘) in der nordfriesischen Küstenlandschaft Strand in Schleswig im damaligen Dänemark, ab dem 13. Jahrhundert auch ein Kirchspiel (altfriesisch kerspel). Sie wurde in der Sturmflut von 1362 zerstört. Über die Jahrhunderte hinweg wurden immer wieder Reste der im Wattenmeer liegenden Siedlung freigespült. Im Mai 2023 wurde einer der beiden Hauptsiedlungskerne einschließlich der Grundmauern der lange gesuchten großen Kirche entdeckt.

## Geographische Lage
Die beiden zusammengehörenden Siedlungen Grote Rungholt und Lütke Rungholt bildeten gemeinsam den Hauptort eines Verwaltungsbezirks, der Edomsharde. Diese war eine von fünf Harden der Landschaft Strand. Die Landschaft Strand war Teil der ab der Wikingerzeit von Friesen (den Königsfriesen) besiedelten Uthlande. In direkter Nachbarschaft zu Rungholt lag der ebenfalls im 14. Jahrhundert versunkene Ort Niedam.
Lange Jahre nach der verheerenden Zweiten Marcellusflut 1362 wurde die Umgebung des ehemaligen Rungholt-Gebietes in Teilen erneut eingedeicht, was sich zum Beispiel am Hensebek-Koog belegen lässt, der 1624 gewonnen wurde. Auch der heute zu Pellworm gehörende Ütermarkerkoog wird mit Rungholt in Verbindung gebracht, verzeichnet ihn doch eine Karte aus dem 17. Jahrhundert als Land zu Rungholt. Allerdings steht in Frage, ob die wörtliche Verbindung zum Namen Rungholts auf seine tatsächliche Existenz an dieser Stelle schließen lässt. Nach der Sturmflut von 1634 blieben von Alt-Nordstrand nur noch die Insel Nordstrand, die Insel Pellworm und die Hallig Nordstrandischmoor übrig; die restlichen Gebiete gingen in der Sturmflut verloren und wurden Wattenmeer.
Der Untergrund Rungholts bestand aus einer Torflinse, die der Überspülung nicht widerstand. Die Sturmflut bildete einen vorhandenen Fluss zu einem tiefen und großen Priel um, der heutigen Norderhever.

## Das historische Rungholt

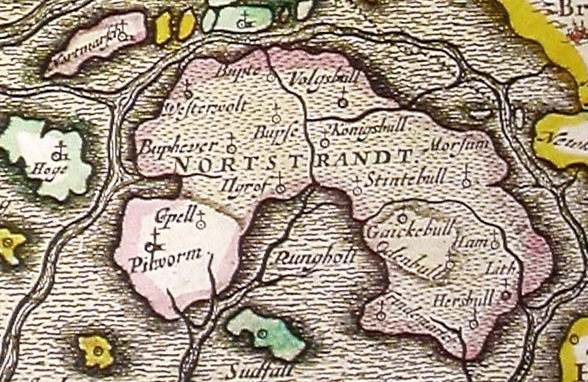
Das Gebiet der Insel Alt-Nordstrand auf einer Karte von Johannes Blaeu, 1662. Rungholt ist im Wasser südlich der Insel eingezeichnet.

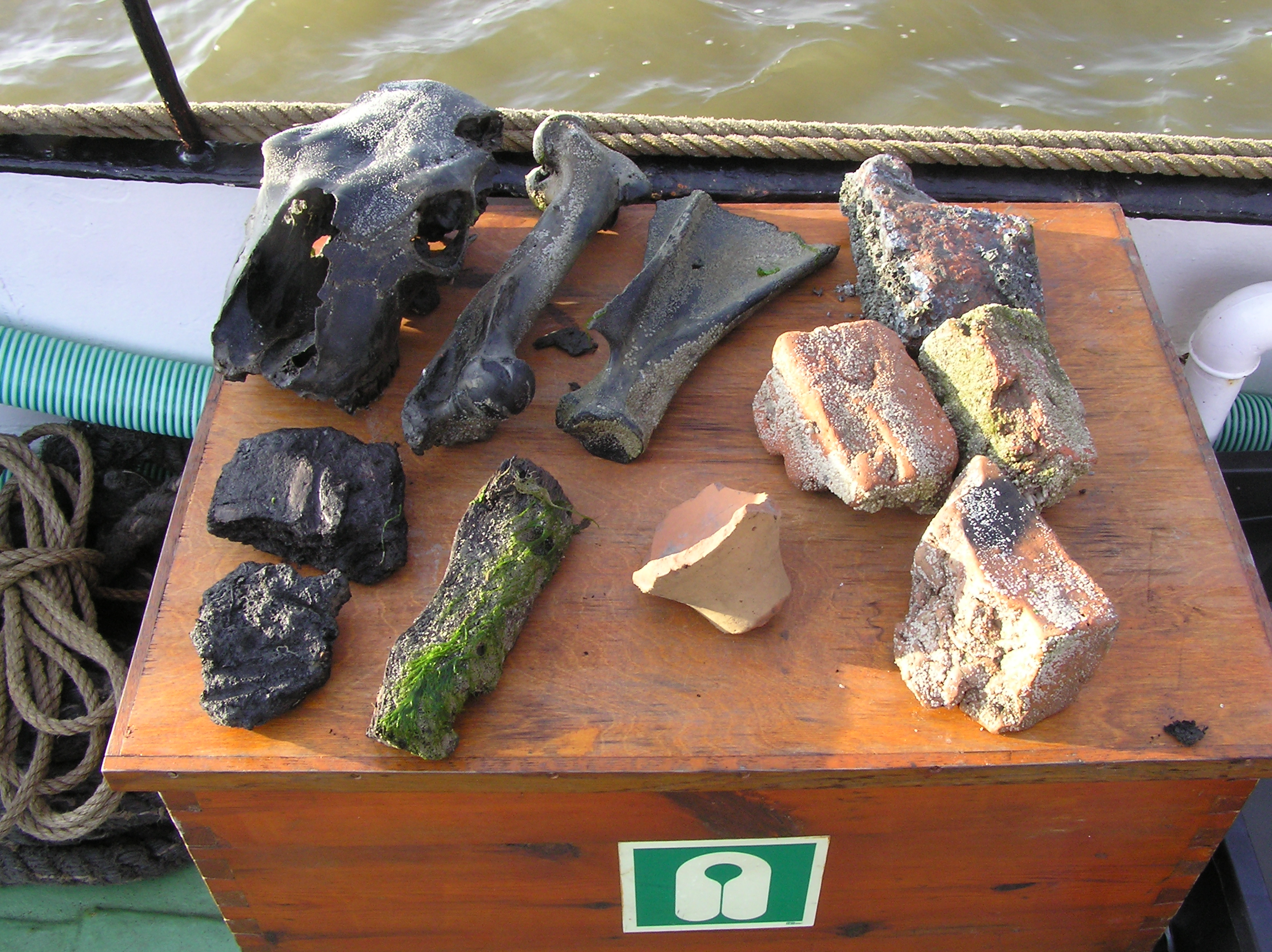
Fundstücke von Rungholt

Lange Zeit gab es keinen materiellen Hinweis aus der Zeit des Ortes vor 1362, der die tatsächliche Existenz Rungholts belegen konnte. Zeitgenössische schriftliche Berichte über die Stadt existieren nicht mehr. Einen der ersten Hinweise auf Siedlungsspuren liefert die Schrift De Cataclysmo Norstrandico von Matthias Boetius, der von häufigen Funden von Wegen, Gräben und metallenen Kesseln im Watt schreibt, den Untergang der Siedlung jedoch nach mündlicher Überlieferung auf eine Sturmflut im Jahr 1300 zurückführte. Weitere Chronisten des 17. Jahrhunderts wie Peter Sax und Anton Heimreich berichteten ebenfalls von solchen Funden und gaben Sagen von einer im 14. Jahrhundert untergegangenen Stadt wieder.
Um 1880 entdeckte ein Fischer große Holzreste im Watt an jener Stelle, an der später die Schleusen gefunden wurden; er hielt sie allerdings für ein Schiffswrack. Zudem fanden sich immer wieder Pflugspuren in alten, untergegangenen Äckern im Watt sowie Keramik, Ziegelreste und sogar einige Schwerter, die sich im Nordfriesischen Museum in Husum befinden.
Zwischen 1921 und 1938 spülten die Gezeiten im Watt nördlich der Hallig Südfall wieder Überreste von Warften, andere Bauten, einen Deichfuß, Brunnen und Zisternen frei, die eine gute Vorstellung von der Größe der Siedlung vermittelten. Die Funde wurden zwar sehr schnell wieder vom Meer zerstört, wurden aber vorher systematisch erfasst und erforscht und konnten Angaben auf alten Karten bestätigen. Besonders bedeutsam ist dabei die Karte von Johannes Mejer von 1636, die wiederum auf einer Vorlage von 1240 basieren soll. Weitere Indizien sind ein Testament von 1345 mit der Erwähnung des Namens Rungholt und eine Handelsvereinbarung mit Hamburger Kaufleuten vom 1. Mai 1361, und damit nur acht Monate vor der Marcellusflut. Diese Vereinbarung und Funde von rheinischen Krügen erhärten die Vermutung, dass Rungholt der Haupthafen der Edomsharde war.
Die Siedlung bestand aus über 50 Warften. Der Rungholt-Forscher Andreas Busch schätzte wegen Anzahl und Verteilung von Brunnenresten die Bevölkerung auf mindestens 1500 bis 2000 Einwohner, was für eine Ortschaft des 14. Jahrhunderts in dieser Gegend eine bemerkenswert große Zahl darstellt. Kiel beispielsweise hatte zu jener Zeit genauso viele Bewohner, in Hamburg lag die Zahl bei etwa 5000.
Rungholt verfügte über drei Gotteshäuser, zwei kleinere und eine Hauptkirche. Im Mai 2023 wurden auf einer der Warften bei der Hallig Südfall die Fundamente einer großen Kirche entdeckt, die ebenfalls zu einer Siedlung von überregionaler Bedeutung passt.

### Der Ursprung des Namens
Der Name Rungholt leitet sich vermutlich von der friesischen Vorsilbe Rung- („falsch“, „gering“; gleicher Wortstamm wie das englische wrong) und dem Stammwort Holt („Gehölz“) ab. Daraus ergibt sich die Bedeutung „Niederholz“; gestützt wird diese Ableitung durch historische Karten, die bei Rungholt einen kleinen Wald in hügeligem Gelände zeigen, die „Silva Rungholtina“, was in der Gegend sehr ungewöhnlich ist.
Der Namensforscher Wolfgang Laur geht wegen urkundlicher Nennungen Mitte des 15. Jahrhunderts als Rungeholt von einem Wald aus, aus dem Rungen geholt werden.

### Kartierung der Warften, Brunnen und Deiche
Viele Gebäude Rungholts standen auf Warften. Diese bestanden aus Erdhügeln, die mit etwa 20 Schichten Grassoden gegen Wind und Wellen gesichert wurden. Reste von 28 Warften tauchten deutlich erkennbar seit den frühen 1920er Jahren immer wieder auf und wurden von Andreas Busch sorgfältig kartiert und zum Teil beschrieben. So entstand eine Karte, die mit den überlieferten Karten Rungholts verglichen werden konnte. Dadurch war es möglich, die Warften einzelnen Orten zuzuordnen. Seither ist die Lage von Lütke Rungholt, Grote Rungholt und Niedam bekannt.
Auf und zwischen den Warften wurden zudem die Reste von rund 100 Brunnen gefunden, die ebenfalls aus Grassoden errichtet worden waren. Die Brunnen hatten meist einen Innendurchmesser von etwa einem Meter und versorgten vermutlich jeweils zwei bis drei Haushaltungen. Die Schätzung der Einwohnerzahl in dieser Gegend beruht auf diesen Funden und Annahmen, die auf die Zahl der nicht gefundenen Brunnen der Gegend schließen lassen.
Auf einer der beiden Warften, die zum Ort Niedam gehörten und die zwischen 1932 und 1956 beobachtet werden konnten, entdeckte Busch 1952 zwei parallele Sodenstreifen, die wohl die Mauern eines Gebäudes gebildet hatten. Die Mauern waren außen 5,30 Meter und innen 3,80 Meter voneinander entfernt, die Wandstärke entsprach einer Sodenlänge von 75 Zentimetern. Falls es sich tatsächlich um ein Grassodenhaus gehandelt hat, war es also eher eine Hütte. Grassoden waren damals in dieser Region der am weitesten verbreitete Baustoff, da Ziegel wegen des Fehlens von Lehm sehr selten waren und von weit her transportiert werden mussten.
Reste einer Stadtmauer wurden zwar nicht gefunden, wohl aber die Abdrücke niedriger Deiche, die zwischen den Schleusen und den drei Orten gestanden hatten. Das Gewicht der Deiche hatte den moorigen Boden zusammengedrückt, so dass eine Bodenvertiefung übrig blieb, nachdem die Deiche fortgespült worden waren. Diese Vertiefungen wurden vermessen, und aus ihrer Breite kann auf die Höhe des damaligen Deiches geschlossen werden: etwa zwei Meter, mit einigen Schwankungen im Deichverlauf. An einigen Stellen konnten sogar die Reste von Deichausbesserungen entdeckt werden. Dies waren Gruben, entstanden durch Sodenentnahme im ehemaligen Boden, und Pfähle zur Sicherung von neuem Material an Deichbruchstellen.

### Die Kirche und eine der beiden Hauptsiedlungen
Bei früheren Forschungen wurde festgestellt, dass eine einzige der gefundenen Warften keinerlei Reste von Brunnen aufwies. Sie lag in einem Bereich, in dem besonders viele Warftreste nahe beieinander entdeckt worden waren, dem „Acht-Warften-Gebiet“ (in dem neun Warften gefunden wurden) nordwestlich vor der Hallig Südfall. Dieser Bereich wurde als Grote Rungholt identifiziert. Er hatte eine Ausdehnung von 900 Meter in Ost-West-Richtung und 600 Meter in Nord-Süd-Richtung. Die südlichste dieser Warften (nach der Busch’schen Zählung die Warft 1), die etwa in der Mitte der Ost-West-Ausdehnung liegt, ist die brunnenlose Warft. Da damals die Kirche das einzige Gebäude war, das keine eigene Wasserversorgung benötigte, wurde diese Warft für die Rungholter Kirchwarft gehalten. Diese Vermutung wurde durch die Sichtung zweier länglicher Grubenreste im Boden gestützt, die Gräber gewesen sein könnten.
Im Mai 2023 gelang es einem Forscherteam durch die interdisziplinäre Zusammenarbeit von Geophysikern, Geografen und Archäologen (beteiligt waren die Universitäten Mainz und Kiel, das Zentrum für Baltische und Skandinavische Archäologie sowie das Archäologische Landesamt Schleswig-Holstein), unweit der Hallig Südfall Fundamente einer Kirche mit breitem Turm ähnlich der Alten Kirche von Pellworm und runder Apsis nachzuweisen. Mit den Ausmaßen von 40 mal 15 Metern und einer Grundfläche von 600 m² war das aus Ziegeln errichtete Gebäude deutlich größer als damalige Dorfkirchen. Die Dimensionen ähneln jenen der Kirche von Breklum, die ebenfalls überregionale Bedeutung besaß. Der Kirchenbau befand sich auf einer früheren Warft, die zu einer zwei Kilometer langen Kette mittelalterlicher Warften gehört, die bis dahin nicht bekannt gewesen war. Die Kirche wird als der Mittelpunkt des Siedlungsgefüges von Rungholt angesehen. Insgesamt entdeckten die Forscher in einem Gebiet von 10 km² durch geophysikalische Untersuchungen mindestens 54 frühere Warften sowie einen Seedeich mit Sielhafen, Entwässerungssysteme und zwei kleinere Kirchenbauten. Die Siedlung soll eine der beiden Siedlungen Grote Rungholt oder Lütke Rungholt sein, die zusammen den Hauptort bildeten. Etwas südlich dieser Warften konnte ein Hafen nachgewiesen werden.

### Die Schleuse
Die innerhalb der Eindeichung liegenden Wiesen und Felder wiesen Entwässerungsgräben auf, die das gesammelte Wasser zu einer Schleuse führten. Reste zweier Holzschleusen tauchten erstmals um 1880 im Watt auf, wurden aber erst 1922 als Bauwerke erkannt und durch Andreas Busch erforscht. Sie lagen etwa 500 Meter nordwestlich von Lütke Rungholt. Busch konnte zwischen 1922 und 1929 die alte und die jüngere Schleuse vermessen und einen der Balken bergen. Zwei weitere Schleusenbalken wurden 1962 gehoben.
Buschs Messungen ergaben eine Größe der alten Schleuse von etwa 20,50 × 3,30 Meter lichter Breite und für die jüngere Schleuse äußere Abmessungen von 25,50 × 5,36 Metern mit einer lichten Durchfahrweite von 4,40 Metern. Für damalige Verhältnisse waren sie ungewöhnlich groß. Beide waren aus Holz gebaut, bei der älteren konnte Busch sogar nachweisen, dass sie undicht geworden war. Sie war mit Dichtungsmaterial repariert worden und hatte einen zusätzlichen Boden bekommen; deshalb musste die jüngere Schleuse errichtet werden. Holzschleusen hatten in der damaligen Zeit eine Lebenserwartung von etwa 80 bis 100 Jahren. Daher kann vermutet werden, dass die jüngere Schleuse nicht vor 1280 erbaut wurde, die ältere demnach etwa um 1200. Das war der Zeitraum der ersten Eindeichung des Gebietes, wodurch Schleusen erst notwendig wurden. Aufgrund ihrer geringen Tiefe können die Schleusen keine weitreichende Entwässerungswirkung gehabt haben.
Im Jahr 1994 wurde die Datierung der Schleusen mit großem Presseecho angezweifelt, nachdem der Ethnologe Hans Peter Duerr weitere Funde nordwestlich der Busch’schen Funde gemacht hatte und sie als den wahren Standort Rungholts bezeichnete. Durch eine Messung mit der Radiokohlenstoffdatierung gilt das Alter der Schleusenbalken aber als bestätigt; die Funde Duerrs werden seither dem ebenfalls in der Flut untergegangenen, aber danach wieder aufgebauten Nachbarort Frederingscap vel Rip zugeordnet.

### Keramik
Die im Rungholt-Gebiet gemachten Kleinfunde wurden meist nicht kartographisch erfasst. Die Keramik stammt vor allem aus dem 13. und 14. Jahrhundert. Auffällig ist, dass es sich dabei zu etwa 30 % um Importware handelt. Dieser hohe, sonst nirgends bei Wattenmeerfunden bekannte Anteil an importierter Keramik belegt den großen Wohlstand, den die hohe Besteuerung der Edomsharde im Waldemar-Erdbuch annehmen lässt. Die meiste Importkeramik, zumeist Steinzeug aus rheinischen Töpferorten, sogar eine maurische Kanne aus Spanien und Rote Irdenware aus Skandinavien, wurde erst in der Mitte des 14. Jahrhunderts hergestellt. Zuletzt wurde 1943 in diesem Gebiet eine Gefäßflöte gefunden.

### Rekonstruktion
Anhand der Keramik lässt sich die Zeit, in der Rungholt besiedelt war, auf die etwa anderthalb Jahrhunderte vor dem Untergang begrenzen, was durch die Metallfunde – Bronzegrapen, Fibeln, Waffen, eine kleine Waage – unterstützt wird.
Aus den Funden lässt sich rekonstruieren, dass in Rungholt insgesamt etwa 1000 bis 2000 Menschen gelebt haben. Ihre Häuser standen auf rund 60 Warften und dem etwa zwei Meter hohen Deich. Ihre Lebensgrundlage bildeten Viehhaltung, Salzgewinnung aus Seetorf und Handel. Um ihre Siedlung herum bauten sie Getreide, vor allem Roggen, auf Wölbäckern an. Das unter dem Meeresspiegel liegende Moorland, auf dem sie lebten, entwässerten sie durch die beiden von Andreas Busch fälschlich als Schleusen identifizierten Siele, die auch Peter Sax in seiner Chronik erwähnt.

## Die Legende über Rungholt
Während das wirkliche Rungholt ein bäuerlich geprägter Handelshafen an einem gut schiffbaren Fluss war und vornehmlich aus Grassoden-Häusern bestand, wurde der Reichtum Rungholts nach seinem Untergang in immer prunkvollere Beschreibungen gefasst. Es entstanden phantastische Vorstellungen über den Reichtum und die Größe der Stadt.

Die Legende, die erstmals im Kontext der Zweiten Großen Mandränke, der Burchardiflut von 1634, von Anton Heimreich überliefert wurde, deutet den Untergang Rungholts als göttliche Strafe für lasterhaftes Leben und respektloses Verhalten gegenüber der Kirche. So sollen übermütige Bauern bei einem abendlichen Trinkgelage einen Pfarrer genötigt haben, einem Schwein, das sie zuvor betrunken gemacht hatten, die Sterbesakramente zu gewähren. Nach Drohungen und Verhöhnungen konnte der Geistliche sich in die Kirche flüchten. In der folgenden Nacht warnte ihn ein Traum vor der kommenden Katastrophe. Er konnte die Insel noch rechtzeitig verlassen. Möglicherweise geht diese Geschichte auf eine Erzählung des Caesarius von Heisterbach zurück, der in seinem Dialogus miraculorum einen fast gleichlautenden Bericht bringt, wie Gottes Zorn über eine Sakramentsschändung zu einer Sturmflut führt. Caesarius bezog sich dabei auf die Erste Marcellusflut. Auch in Flensburg existiert eine ähnliche Untergangssage zum Schloßgrund, wo der Hof Flenstoft und später die Duburg stand.
Zu den Legenden um Rungholt zählt auch, dass bei ruhigem Wetter seine Glocken unter der Wasseroberfläche zu hören seien und die Stadt unversehrt alle sieben Jahre in der Johannisnacht aus dem Meer auftauche. Ähnliche Legenden ranken sich auch um andere untergegangene Orte wie Vineta.

## Ausstellung
Im Nordfriesischen Museum. Nissenhaus Husum nimmt der „Mythos Rungholt“ einen breiten Raum ein. Mehrere Themen, die sich auf das Meer beziehen, werden mit Bezug auf Rungholt abgehandelt.

## Rezeption
Der Philologe und Mediävist Karl Müllenhoff veröffentlichte 1845 die Rungholt-Legende in seinem Buch Sagen, Märchen und Lieder der Herzogtümer Schleswig, Holstein und Lauenburg.
Auch der Schriftsteller Theodor Storm schildert 1871 in seiner Novelle Eine Halligfahrt den Mythos von Rungholt:

„In der Vergangenheit – in diesem sicheren Lande liegt auch Rungholt. Einst zu König Abels Zeiten, und auch später noch, stand es oben im Sonnenlichte mit seinen stattlichen Giebelhäusern, seinen Türmen und Mühlen. Auf allen Meeren schwammen die Schiffe von Rungholt und trugen die Schätze aller Weltteile in die Heimat; wenn die Glocken zur Messe läuteten, füllten sich Markt und Straßen mit blonden Frauen und Mädchen, die in seidenen Gewändern in die Kirche rauschten; zur Zeit der Äquinoktialstürme stiegen die Männer, wenn sie von ihren Gelagen heimkehrten, vorerst noch einmal auf ihre hohen Deiche, hielten die Hände in den Taschen und riefen hohnlachend auf die anbrüllende See hinab: ›Trotz nu, blanke Hans!‹ Aber das rotwangige Heidentum, das hier noch in uns allen spukt – …“

Der Dichter Detlev von Liliencron setzte 1882/83 in seiner Ballade Trutz, blanke Hans der Siedlung ein poetisches Denkmal:

„Heut bin ich über Rungholt gefahren,
die Stadt ging unter vor sechshundert Jahren …“

1990 veröffentlichte Mechthild von Leusch eine Interpretation angeblicher „Rungholter Tänze“, Ou Wirnith. 1993 folgte ein zweiter Teil, Aith Ochnal.
2001 entstand der Film Der Untergang von Rungholt von Victoria Schwartz und Rasmus Hirthe. Die Filmcollage erzählt die Geschichte Rungholts anlässlich eines Segeltörns dreier Personen, die sich auf die Suche nach Spuren des untergegangenen Rungholts machen.
Der Hamburger Komponist Jakob Vinje wurde durch die Sage von Anton Heimreich zu dem Oratorium für Chor, Sprecher und Orchester Rungholt angeregt, das 2001 uraufgeführt wurde. Er verwendete dafür zudem Texte von Detlev von Liliencron, Rainer Maria Rilke, Theodor Storm, Heinrich Heine, Theodor Fontane und Wolfgang Borchert.
Die Künstlerin Juliane Werding thematisierte die Sage vom Untergang in ihrem Album Ruhe vor dem Sturm, Achim Reichel vertonte Liliencrons Ballade für sein Album Regenballade. Die nordfriesische Gruppe Godewind veröffentlichte 1989 mit De Glocken vun Rungholt ein plattdeutsches Lied über den untergegangenen Ort.
In einer historischen Kriminalserie taufte der Schriftsteller Derek Meister seinen Hauptdarsteller, einen feisten Lübecker Handelsherren der Hanse, Rungholt, da er ein Überlebender der Groten Mandränke ist. 2013 erschien der Comic Die Glocke von Rungholt von Levin Kurio in Horrorschocker #34. 2014 verarbeitete die dänisch-südschleswigsche Schriftstellerin Dorothea Petersen den Rungholt-Stoff in dem dänischsprachigen historischen Roman Havets rytter (zu deutsch: Reiter des Meeres). Die deutsche Gruppe Santiano veröffentlichte 2015 einen gleichnamigen Song über die untergegangene Stadt Rungholt und das Thema Blanker Hans, dessen Text auf der oben genannten Ballade von Liliencrons basiert.
2016 erschien der Historienroman Die Glocken von Rungholt von Anna Katharina Wasle und 2022 erschien der historische Roman Der Zorn der Flut von Hendrik Lambertus. Auf von Liliencrons Ballade basiert außerdem die sinfonische Dichtung Rungholt vom Komponisten Michael Schubert, welche 2023 in Mainz uraufgeführt wurde.
Eine Rungholt-Schule besteht in Husum, zwei im nordfriesischen Wattenmeer verkehrende Fährschiffe tragen den Namen Rungholt und in Kiel gibt es den Rungholtplatz. In Halle (Saale) existiert eine 1927 von Eduard Juhl gegründete soziale Einrichtung mit dem Namen Haus Rungholt.

### Rezeption in der Belletristik
- Jan Christophersen: Schneetage. Roman. Mare, Hamburg 2009, ISBN 978-3-86648-106-0.
- Kari Köster-Lösche: Die letzten Tage von Rungholt. Historischer Roman. List, München 1997, ISBN 3-471-79347-X.
- Dorothea Petersen: Havets rytter. Mellemgaard, Odense 2014, ISBN 978-87-93204-96-6.
- Helga Ramge (Hrsg.): Heut bin ich über Rungholt gefahren. Die schönsten Balladen aus Nord- und Ostfriesland. Husum Druck- und Verlagsgesellschaft, Husum 2002, ISBN 3-88042-787-9.
- Stephan M. Rother: Sturmwelle. Thriller. blanvalet, München 2012, ISBN 978-3-442-37758-9.
- Ann-Kathrin Wasle: Rungholt. Historischer Nordsee-Roman, TintenSchwan 2024, ISBN 978-3-949198-14-4.

### Zeitschriftenartikel
- Gerd Eversberg: Die Rungholtsage. In: Nordelbingen. Beiträge zur Kunst- und Kulturgeschichte Schleswig-Holsteins. Nr. 74, 2005, ISSN 0078-1037, S. 113–143 (online)
- Joachim Schüring: Eine unendliche Geschichte. In: Abenteuer Archäologie, Nr. 5, 2006, S. 12–13, PDF-Datei (Rezension von: Rungholt. Die Suche nach einer versunkenen Stadt. Von Hans Peter Duerr. Insel Verlag, von Hans Peter Duerr. Insel Verlag, Frankfurt, 2005).
- Matthias Schulz: Göttertränen im Watt. In: Der Spiegel. Nr. 49, 2006, S. 160–162 (online – 4. Dezember 2006, Rezension von: Rungholt. Die Suche nach einer versunkenen Stadt. Von: Hans Peter Duerr. Insel Verlag, Frankfurt, 2005).

## Filme
- Streit um die versunkene Stadt Rungholt. Dokumentation, 5 Min., Produktion: NDR-Kulturjournal, Erstsendung: 14. November 2005, Inhaltsangabe (Memento vom 24. Dezember 2007 im Internet Archive) des NDR
- Rungholt. Die Suche nach der versunkenen Stadt. Doku-Drama und Dokumentation, 2001, Buch und Regie: Wilfried Hauke, Produktion: Ditho Film- & FS-Produktion[25][26]
- Terra X: Atlantis der Nordsee, ZDF-Dokumentation 2010 von Gabriele Wengler, Sandra Papadopoulos – Sendungsinformationen
- Rungholt – Jäger der verlorenen Kirche – Auf Spurensuche im Watt, 30 Min., NDR – Die Nordreportage, Erstsendung: 29. August 2024, Sendungsinformationen

## Rundfunkbeiträge
- Die Nordreportage: Rungholt - Jäger der verlorenen Kirche - Auf Spurensuche im Watt. In: NDR. 29. August 2024
- Legendäres Rungholt - Verschwundene deutsche Stadt unter dem Wattenmeer entdeckt. In: Radio SRF 4 News. 27. Juni 2023
- Das Atlantis der Nordsee – Auf den Spuren des legendären Rungholt. In: Bayern 2. 28. Juni 2012

## Oper
Die Hamburger Sindbadauken ist eine Kinderoper, komponiert von Benjamin Gordon nach einem Libretto von Francis Hüsers. Sie wurde von der Hamburgischen Staatsoper in Auftrag gegeben und am 8. Februar 2015 unter der Leitung des Komponisten uraufgeführt. In der Oper fahren drei Kinder aus Hamburg auf einem selbstgebastelten Floß die Elbe hinunter auf der Suche nach Gold aus versunkenen Städten. Im Zwischenspiel vor dem letzten Akt versucht die Hauptfigur Lotte verzweifelt, die Bürger von Rungholt vor ihrem drohenden Untergang zu warnen, indem sie Verse aus der Ballade von Liliencron rezitiert.

## Hörspiel
Im Jahre 1953 produzierte der NWDR Hamburg ein Mundart-Hörspiel von Adolf Wasmus unter dem Titel Rungholt – Schicksalstag der Stadt am Meer.
Unter der Regie von Günter Jansen sprachen u. a. Heinz Ladiges, Hartwig Sievers, Otto Lüthje, Hans Mahler, Rudolf Beiswanger, Georg Pahl, Walter Scherau, Heidi Kabel, Hilde Sicks, Magda Bäumken, Erna Raupach-Petersen, Heini Kaufeld, Adi Lödel und Günther Siegmund.
Die Erstsendung erfolgte am 21. März 1953. Das Hörspiel ist in keiner ARD-Rundfunkanstalt mehr verfügbar.